# أدونيس متفرع
أدونيس متفرع (الاسم العلمي: Adonis ramosa) نوع نباتي ينتمي إلى جنس الأدونيس أو عين الجمل من الفصيلة الحوذانية.